# Galatasaray Istanbul/Saison 1923/24
Die Saison 1923/24 von Galatasaray Istanbul war die 18. Saison in der Vereinsgeschichte und die 11. Saison in der İstanbul Futbol Ligi. Der Klub beendete die Saison auf dem 2. Platz.

## Personalien

### Kader
| Nat.       | Name                     |
| Torhüter   | Torhüter                 |
| ---------- | ------------------------ |
| Turkei     | Adil Giray               |
| Turkei     | Nüzhet Abbas Öniş        |
| Turkei     | Ulvi Yenal               |
| Abwehr     |                          |
| Turkei     | Ali Gençay               |
| Turkei     | Mehmet Nazif Gerçin      |
| Turkei     | Hayri Cemil Gönen        |
| Turkei     | Şinazi Özdemir           |
| Turkei     | Kerim Özdor              |
| Mittelfeld |                          |
| Turkei     | Nihat Bekdik             |
| Turkei     | Necip Şahin Erson        |
| Turkei     | Firuz İrfan              |
| Turkei     | Kemal Rıfat Kalpakçıoğlu |
| Turkei     | Edip Ossa                |
| Turkei     | Arif Soydan              |
| Turkei     | Suat Subay               |
| Angriff    |                          |
| Turkei     | Mithat Ertuğ             |
| Turkei     | Kemal Nejat Kavur        |
| Turkei     | Mehmet Leblebi           |
| Turkei     | Muslih Peykoğlu          |
| Turkei     | Nesim Pinhas             |

## Saison
Alle Ergebnisse aus Sicht von Galatasaray Istanbul.
Die Tabelle listet alle İstanbul-Futbol-Ligi des Vereins der Saison 1923/24 auf. Siege sind grün, Unentschieden gelb und Niederlagen rot markiert.

### İstanbul Futbol Ligi
| ST | Datum           | Gegner                | Ergebnis |
| -- | --------------- | --------------------- | -------- |
| 1R | 4. August 1923  | Yenişafak SK          | 6:0      |
| VF | 8. August 1923  | Altınordu İdman Yurdu | 0:0      |
| HF | 19. August 1923 | Fenerbahçe Istanbul   | 3:2      |
| F  | 22. August 1923 | Beşiktaş Istanbul     | 0:2      |